# Desmopachria nigrocapitata
Desmopachria nigrocapitata är en skalbaggsart som beskrevs av Braga och Ferreira, Jr. 2010. Desmopachria nigrocapitata ingår i släktet Desmopachria och familjen dykare. Inga underarter finns listade i Catalogue of Life.